# Lagoon Catamaran

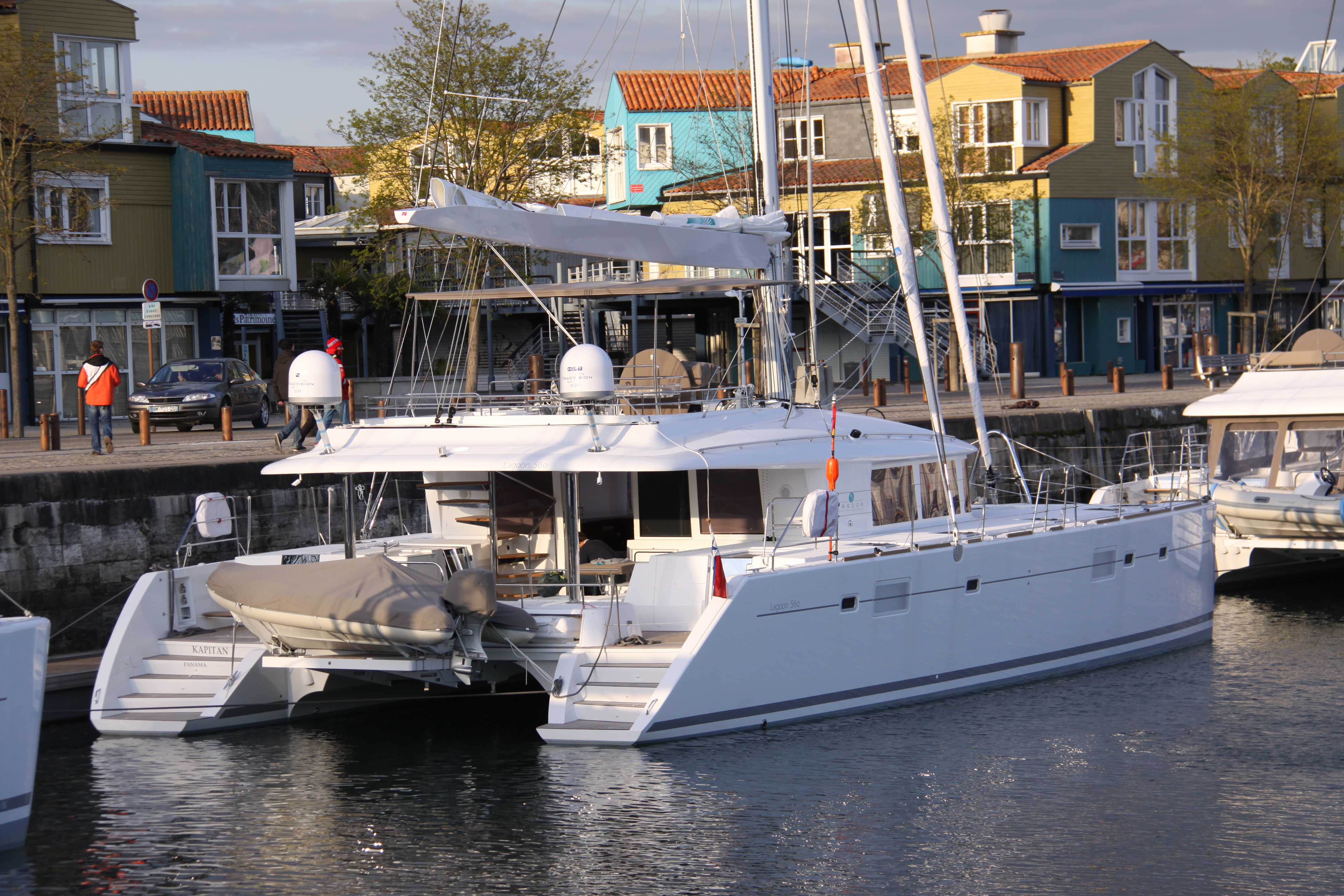
Katamaran Lagoon 560

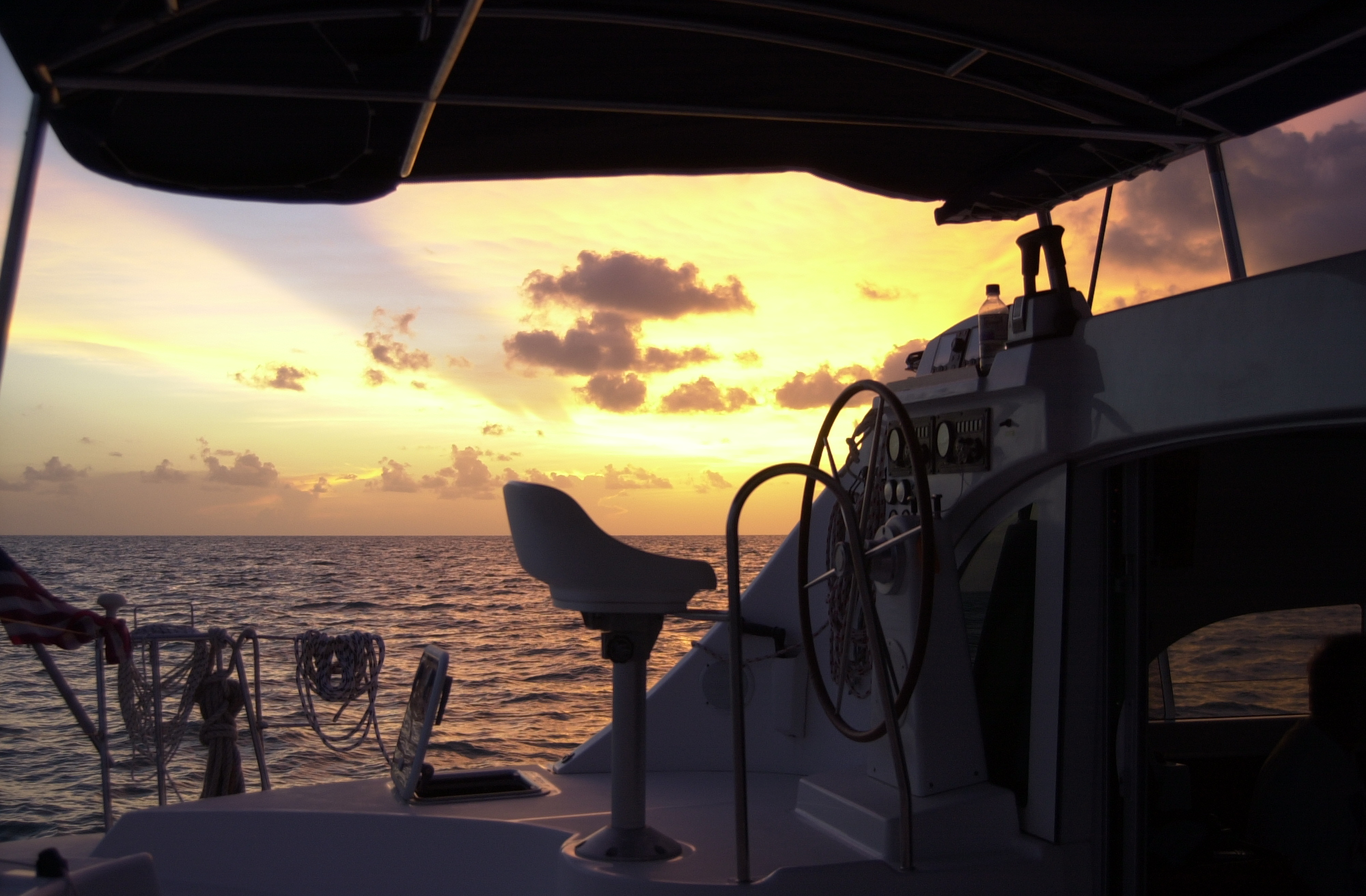
Cockpit des Katamaran Lagoon 380

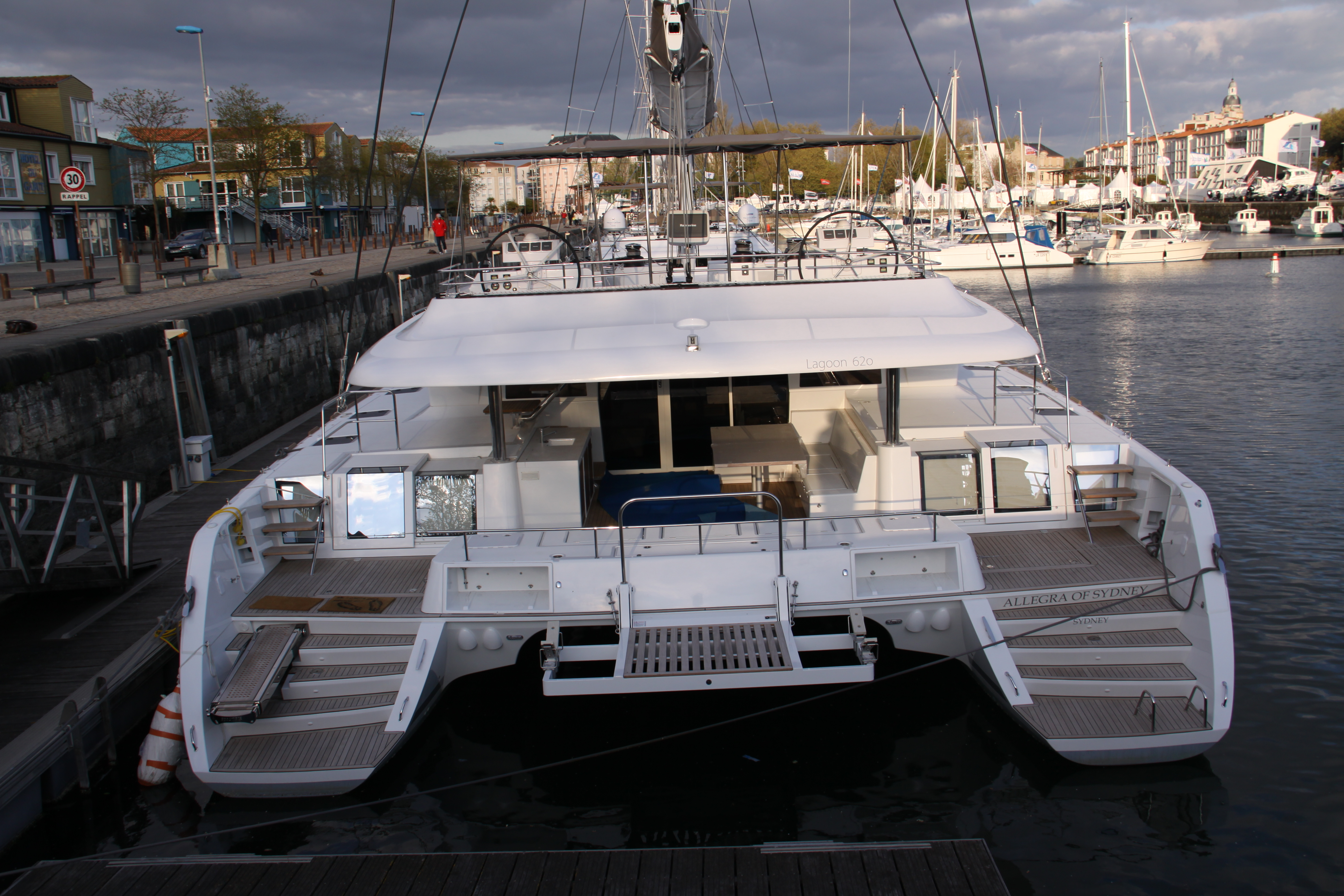
Katamaran Lagoon 620

Lagoon ist eine französische Werft für Fahrtenkatamarane, die zu CNB (Construction Navale de Bordeaux) gehört (Teil der Groupe Bénéteau).

## Geschichte
Lagoon wurde 1984 als Tochtergesellschaft von Jeanneau Technologies Avancées (JTA) gegründet – der „Rennsport Abteilung“ von Jeanneau. Bis zu diesem Zeitpunkt hatte JTA preisgekrönte Hochsee-Segelboote und -Mehrrumpfboote für den Rennsport hergestellt (z. B. Pierre 1er, the Fleury Michon series etc.). Heute gehört Lagoon zu CNB, das zur Groupe Bénéteau gehört.
Das Design der Katamarane wird von Marc Van Peteghem und Vincent Lauriot Prévost (VPLP) entwickelt, die auch den Trimaran für Oracle entwarfen, der 2010 den America’s Cup gewann. Seit 2010 zeichnet Nauta Design für die Inneneinrichtung der neuen Modelle verantwortlich.
Die erste Generation von Serien-Katamaranen wurde für Privatleute zum Fahrtensegeln zwischen 1987 und 1996 entwickelt – darunter die Modelle Lagoon 47, Lagoon 55, Lagoon 57 und Lagoon 67. Die Modelle Lagoon 37 und Lagoon 42 wurden für den Chartermarkt entworfen. Ab 1996 wurde eine zweite Generation auf den Markt gebracht, mit der mehr Platz und Komfort geboten werden sollte. Die aktuelle Modellreihe umfasst Lagoon 380, Lagoon 39, Lagoon 400 S2, Lagoon 421, Lagoon 450, Lagoon 52, Lagoon 560 S2 und Lagoon 620.
2003 übernahm Lagoon die Marktführerschaft bei Fahrtenkatamaranen. Lagoon ist weltweit die drittgrößte Werft für Segelboote und die größte Katamaran Werft. Pro Jahr verlassen über 300 Katamarane die Lagoon Werften. Die Lagoon Katamarane zwischen 38 und 45 Fuß werden in einer Werft in Belleville-sur-Vie im Département Vendée hergestellt. Die Werft für Katamarane ab 52 Fuß befindet sich in Bordeaux zusammen mit CNB auf einem Werftgelände. Dort werden auch die Custom Katamarane über 62 Fuß individuell nach Kundenwünsche im Einzelbau hergestellt.
Ein außergewöhnliches Projekt war der Bau des Trimarans für den Film Waterworld durch Lagoon.